# Vincelestes
Vincelestes is een geslacht van uitgestorven zoogdieren, dat leefde in Zuid-Amerika tijdens het Vroeg-Krijt. 

## Fossiele vondsten
Vincelestes neuquenianus is de enige tot nu toe bekende soort. Exemplaren werden gevonden in de La Amarga-formatie van de zuidelijke provincie Neuquén in Argentinië, die dateert uit het Barremien tot Vroeg-Aptien (130-123 miljoen jaar geleden). De overblijfselen van slechts negen individuen werden op deze vindplaats teruggevonden.  

## Kenmerken
Vincelestes had een katachtige lichaamsbouw met een lange staart. Het dier had het formaat van een katfret met een schedellengte van 61 tot 76 mm en een geschat gewicht tot 1228 gram. Vincelestes was een actief en behendig dier en vermoedelijk een omnivoor. De lange staart fungeerde mogelijk als grijpstaart en de opponeerbare wijsvingers en de mobiele voetgewrichten passen bij een klimmend dier. Meerdere vrijwel complete skeletten zijn gevonden van dieren van verschillende leeftijden en waarschijnlijk geslachten, wat er op wijst dat Vincelestes waarschijnlijk een sociaal levend zoogdier was. De achtertanden van Vincelestes waren vergelijkbaar met die van de Theria, omdat ze in staat waren te snijden en te slijpen. Hierdoor konden ze voedsel efficiënter verwerken.

## Classificatie
Hoewel het niet de directe voorouder van de Theria is, is Vincelestes belangrijk omdat het ons een idee geeft van hoe de voorouder van zowel placentale als buidelzoogdieren eruit zou hebben gezien, en geeft ook een indicatie wanneer deze zoogdieren mogelijk zijn ontstaan. Sommige studies hebben het geslacht ingedeeld als een Australosphenida, hoewel de huidige gedachte Vincelestes plaatst als zustertaxon van buideldieren en placentale zoogdieren. In deze indeling is Vincelestes het basaalste taxon van de Prototribosphenida.